# Ivan Giryov
Ivan Aleksandrovich Giryov (russo:  Иван Александрович Гирёв; IPA: [ɪˈvan ˈɡʲirʲɪf]; Gavrilov-Yam, 29 de junho de 2000) é um nadador russo, medalhista olímpico.

## Carreira
Giryov conquistou a medalha de prata nos Jogos Olímpicos de Verão de 2020 em Tóquio, como representante do Comitê Olímpico Russo na prova de revezamento 4×200 m livre masculino, ao lado de Martin Malyutin, Evgeny Rylov, Mikhail Dovgalyuk, Aleksandr Krasnykh e Mikhail Vekovishchev, com a marca de 7:01.81.